# Bar (Rosja)
Bar (ros. Бар) – wieś w Rosji, w Buriacji, w rejonie muchorszybirskim. W 2010 liczyła 466 mieszkańców.